# محوطه چشمه پهن فریدون ۳
محوطه چشمه پهن فریدون ۳ مربوط به عصر آهن دو I است و در شهرستان گیلانغرب، بخش مرکزی، دهستان چله، ۲۵۰ متری جنوب غربی روستای چشمه پهن فریدون واقع شده و این اثر در تاریخ ۱۸ اسفند ۱۳۸۷ با شمارهٔ ثبت ۲۴۹۲۵ به‌عنوان یکی از آثار ملی ایران به ثبت رسیده است.